# Marcus Tudgay
Marcus Tudgay (* 3. Februar 1983 in Shoreham-by-Sea) ist ein englischer Fußballspieler.

## Sportlicher Werdegang

### Derby County
Marcus Tudgay feierte sein Profidebüt im August 2002 für Derby County. Sein Verein war in der vergangenen Saison aus der Premier League 2001/02 abgestiegen und startete nun in der zweithöchsten englischen Spielklasse. Sowohl unter Trainer John Gregory, als auch unter dessen Nachfolger George Burley, kam Tudgay zu seinen Einsatzzeiten. Sein bestes persönliches Ergebnis erzielte er 2004/05 mit neun Toren in 34 Ligaspielen. Im Verlauf der Saison 2005/06 wechselte er zunächst auf Leihbasis zu Sheffield Wednesday, um sich wenig später auf fester Basis dem Verein aus Sheffield anzuschließen.

### Sheffield Wednesday
Auch sein neuer Verein war zu diesem Zeitpunkt in der Football League Championship aktiv. Als Aufsteiger belegte sein Team am Saisonende einen Platz im unteren Tabellendrittel und sicherte damit den Klassenerhalt. Die Folgesaison verlief noch positiver für Wednesday, denn zum Abschluss der Spielzeit rangierte die Mannschaft auf dem neunten Tabellenplatz. Der Verein etablierte sich in den folgenden zwei Jahren in der zweiten englischen Liga und Marcus Tudgay profilierte sich in der Football League Championship 2008/09 als bester Torschütze seiner Mannschaft. Auch in der Football League Championship 2009/10 erreichte er die beste Trefferausbeute. Überschattet wurde dieser persönliche Erfolg, jedoch durch den Abstieg in die drittklassige Football League One. Als Drittletzter mit zwei Punkten Rückstand auf Crystal Palace trat Tudgay mit seinem Verein den Gang in die Drittklassigkeit an. Im Verlauf der Saison 2010/11 entschied sich Tudgay zu einem Wechsel auf Leihbasis zu Nottingham Forest.

### Nottingham Forest
Tudgay profitierte von einer schweren Verletzung seines Mitspielers Dexter Blackstock und fand sich sofort in der Stammformation wieder. Nach drei Toren in vier Spielen, darunter zwei Tore beim 5:2-Heimsieg im East-Midlands-Derby gegen seinen Ex-Verein Derby County, unterschrieb Tudgay einen Zweieinhalbjahresvertrag in Nottingham und kehrte Sheffield Wednesday damit endgültig den Rücken. Bis zum Saisonende in der Football League Championship 2010/11 erzielte er in 22 Ligaspielen sieben Tore. Nachdem er im Verlauf der Saison 2011/12 noch konstant zum Einsatz gekommen war (34 Ligaspiele/5 Tore), fand Tudgay zu Beginn der neuen Spielzeit unter Trainer Sean O’Driscoll nur sehr geringe Berücksichtigung. Am 14. November 2012 wechselte er infolgedessen auf Leihbasis zum Ligarivalen FC Barnsley.
Im Februar 2014 wechselte der bei Forest perspektivlose Tudgay auf Leihbasis zu Charlton Athletic.